# Pont Maria Pia
Ne doit pas être confondu avec Pont Dom-Luís.
Le pont Maria Pia est un grand viaduc ferroviaire qui franchit le Douro à Porto (Portugal). Ce pont en arc métallique, premier pont ferroviaire à joindre les deux rives du Douro, a été conçu par Gustave Eiffel et son associé Théophile Seyrig au sein de la compagnie de construction Eiffel et Cie. Ouvert en novembre 1877, il est désaffecté en 1991, remplacé par un ouvrage moderne, le Ponte de São João (pt).
Il est ainsi nommé en l'honneur de Maria Pia de Savoie (1847-1911), alors reine consort du Portugal.
Il est parfois confondu avec le pont Dom-Luís, assez proche, qui lui ressemble beaucoup (même concepteur !).

## Description

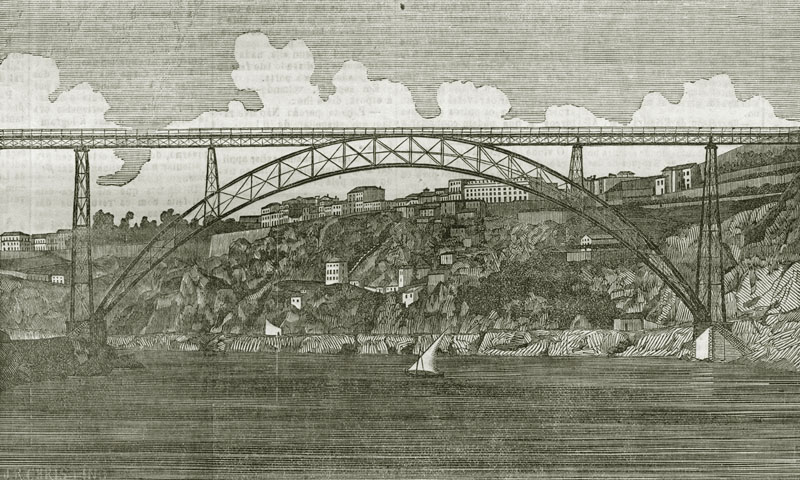
Le viaduc Maria Pia, illustration de 1877.

La longueur de la partie métallique est de 352,875 mètres. L’ouvrage comprend un grand arc métallique de 160 m, d’un tablier central de 51,88 m, solidaire avec l’arc. Le rail se trouve à 61,28 m au dessus des basses mers. Deux tabliers latéraux, l’un de 169,87 m, divisé en deux travées et reposant sur trois piles et l’autre de 132,8 m, divisé en deux tabliers reposant sur deux piles. Le poids des fers de l’ouvrage est de 1 450 tonnes dont 450 tonnes pour l’arc et 700 tonnes pour les tabliers et les piles.